# Echinocephalus uncinatus
Echinocephalus uncinatus is een rondwormensoort uit de familie van de Gnathostomatidae. De wetenschappelijke naam van de soort is voor het eerst geldig gepubliceerd in 1858 door Molin.